# Богданович, Владимир Ангелович
Влади́мир Ангелович (Аньёлович) Богдано́вич (1906—1941) — советский театральный художник.

## Биография
Владимир Богданович родился 4 (17) апреля 1906 года в Санкт-Петербурге в семье писателя Ангела Ивановича Богдановича. В 1923—1924 годах учился в рисовальной школе при Обществе поощрения художеств. Затем учился в Ленинграде на курсах при ВХУТЕИН, где его преподавателями были Н. Н. Бунин и С. Э. Радлов. В 1928 году окончил курсы, работал в Ленинграде.
Совместно с И. Г. Сегалем оформил ряд спектаклей театра Краснознамённого Балтийского флота: «Гибель эскадры» А. Е. Корнейчука (1934), «Лейтенант Шмидт» Н. Н. Тамарина (1936), «Падь Серебряная» Н. Ф. Погодина (1939), «Заговор Фиеско» Ф. Шиллера (1940). В Петрозаводском драматическом театре оформил спектакль «Адмирал Нахимов» И. В. Луковского (1941). Написал несколько пейзажей окрестностей Ленинграда.
В 1932-1936 годах занимался работами по оформлению Ленинграда. В 1937 году работал по оформлению музея Ленина в Ленинграде.
Жил в Ленинграде по адресу: Озерной переулок, 9. После начала Великой Отечественной войны ушёл на фронт. Погиб в декабре 1941 года.

## Каталоги
- Художники советского театра за 17 лет. (1917—1934). Выставка театрально-декорационного искусства. М. 1935, с. 28, 29.
- Художники советского театра. (1917—1935). Выставка. Л., 1936
- Выставка произведений ленинградских художников театра. Л., 1941, с. 24.